# Jagelló Hedvig brandenburgi választófejedelemné
Jagelló Hedvig (lengyelül: Jadwiga Jagiellonka, németül: Hedwig Jagiellonica; Poznań, 1513. március 15. – Neuruppin, 1573. február 7.), a Jagelló-házból származó lengyel királyi hercegnő, I. Zsigmond lengyel király és Szapolyai Borbála leánya, aki II. Joachim brandenburgi választófejedelem második feleségeként Brandenburg választófejedelem-asszonya 1535-től hitvese 1571-es haláláig.

## Élete

### Származása, testvérei
Apja I. Zsigmond lengyel király (1467–1548), anyja Szapolyai Borbála, Szapolyai János erdélyi vajda (később magyar király) húga. Egyetlen testvére volt, Anna (1515–1520), aki kisgyermekkorban meghalt. Kétéves korában félárvaságra jutott, ekkor halt meg ugyanis húszéves édesanyja. Apja három évvel később, 1518 áprilisában újranősült, amely házasságából öt gyermek született. A legidősebb, Izabella hercegnő 1539-ben Hedvig nagybátyjához, Szapolyai János magyar királyhoz ment férjhez.

### Házassága, gyermekei
Hedvig 1535. szeptember 1-jén Krakkóban házasságot kötött II. Joachim brandenburgi választófejedelemmel (1505–1571), I. Joachim (1484–1535) és Erzsébet dán hercegnő (1485–1555) fiával, akinek öt gyermeket szült:
- Erzsébet Magdolna (1537–1595), 1559-ben Ferenc Ottó braunschweig-lüneburgi herceg (1530–1559) felesége lett
- Zsigmond (1538–1566), Magdeburg érseke és Halberstadt püspöke (1552–1566)
- Hedvig (1540–1602), 1560-ban Julius branschweig-wolfenbütteli fejedelemhez (1528–1589) ment férjhez
- Zsófia (1541–1564), 1561-ben Rosenberg Vilmos (Vilém z Rožmberka 1535–1592) gróf felesége lett
- Joachim (1543–1544)

1541-ben elkísérte férjét a regensburgi birodalmi gyűlésre. Habár Joachim a lutheránus tanokat vette át, Hedvig egész életében ragaszkodott a katolikus valláshoz, amelyben a lengyel királyi udvarban nevelkedett. Férje türelemmel volt iránta, és biztosította számára a lelkiismereti szabadságot.

### Utolsó évei
1571. január elején özvegyen maradt, II. Joachimot első, Magdolna szász hercegnővel (1507–1534) kötött házasságából született legidősebb fia, János György herceg követte a választófejedelmi székben. Hedviget két évvel később, 1573. február 7-én, hatvanadik születésnapja előtt egy hónappal, az észak-brandenburgi Neuruppinban érte a halál. Kölnben temették el.